# Nysius wekiuicola
Espèce
Nysius wekiuicola est une espèce d'insectes de l'ordre des hémiptères, endémique de l'île d'Hawaï.

## Description
L'holotype de Nysius wekiuicola, un mâle, mesure 3,5 mm

## Étymologie
Son nom spécifique, composé de wekiui et du suffixe latin -cola, « habitant », lui a été donné en référence au lieu de sa découverte, Wēkiu, un cône volcanique de haute altitude du volcan Mauna Kea du comté de Hawaii à Hawaï.

## Publication originale
- (en) Peter D. Ashlock et Wayne C. Gagné, « A remarkable new micropterous Nysius species from the aeolian zone of Mauna Kea, Hawaiʻi island (Hemiptera: Heteroptera: Lygaeidae) », International Journal of Entomology, Honolulu, Musée Bishop, vol. 25, no 1,‎ 26 avril 1983, p. 47-55 (ISSN 0735-6250, OCLC 1096859095, lire en ligne).